# Uskršnji kaktus
Uskršnji kaktus (lat. Hatiora gaertneri) kaktus iz tribusa Rhipsalideae porijeklom iz tropskog Brazila, gdje kao epifit raste na drugim stablima. Ukrasna je biljka krupnih zvjezdolikih cvjetova crvene boje.
Stabljika je plosnata s više članaka.
Ime vrste dolazi po njemačkom botaničaru Gaertneru.

## Sinonim
- Epiphyllopsis gaertneri (Regel) A. Berger ex Backeb. & F.M. Knuth